# HaTnuah
HaTnuah (in ebraico: התנועה, "il Movimento") era un partito politico israeliano nato nel 2012 da una scissione del partito centrista Kadima. Il 18 febbraio 2019, dopo diverse settimane di scarsi risultati nei sondaggi, la fondatrice del partito, Tzipi Livni,  ha annunciato che Hatnua non si sarebbe più presentato alle elezioni e che lei stessa si sarebbe ritirata dalla politica.